# DBpedia
DBpedia es un proyecto para la extracción de datos de Wikipedia para proponer una versión Web semántica. Este proyecto es realizado por la Universidad de Leipzig, Universidad Libre de Berlín y la compañía OpenLink Software.

## Contenido deldataset
DBpedia está interconectada con GeoNames, Musicbrainz, CIA World Factbook, Proyecto Gutenberg, Eurostat, entre otros.[cita requerida]
En la base de datos, en solo la versión en inglés, se describen 3,77 millones de entidades, entre ellas al menos 764 mil personas, 563 mil lugares, 112 mil álbumes de música, 72 mil películas y 18 mil videojuegos. Con todas las versiones se tienen 8 millones de enlaces a imágenes, 24,4 millones de enlaces a páginas externas, 27,2 millones de enlaces a datasets externos y 55,8 millones categorías de Wikipedia.
El contenido de la base de datos está disponible bajo licencia CC-BY-SA 3.0 y GFDL (ya que el contenido se basa en la Wikipedia).
Además de la información extraída de la versión en inglés, en junio de 2011 se implementó la extracción de información de otras Wikipedias, comenzando por 15 de estas, como las versiones en español, alemán, francés, entre otras. En mayo de 2012 se lanzó el sitio web de DBpedia para el idioma español. Para el 2013 dispone de 111 versiones en distintos idiomas.

## Tecnologías
La información se almacena con el Resource Description Framework. Podemos hacer consultas a la base de datos a través de SPARQL.
El motor de extracción de datos se realiza con Scala, un software libre publicado bajo el GNU General Public License. Su código fuente se distribuye: se alberga en sourceforge y disponible a través de Subversion.